# Vampire Game
Vampire Game (Japansk: 吸血遊戯, Hepburn: Banpaia Gēmu) er en manga tegnet og skrevet af Judal. Den blev udgivet i det japanske manga magasin Wings mellem 1996 og 2004, og er samlet i 15 bind. Vampire Game udkom på dansk fra 2005 under forlaget Mangismo indtil 2007 hvor Mangismos serier blev opkøbt af Carlsen, som fortsatte udgivelsen indtil 15. og sidste bind i 2008.

## Handling
100 år siden kong Phelios bekæmpede vampyrkongen Duzell, som svor at han ville finde Phelios' reinkarnation og hævne sig, er Duzell nu blevet genfødt som en kat. Den unge prinsesse Ishtar, Phelios' oldebarn, tager katten til sig, og selvom de burde være fjender, bliver de venner. Prinsesse Ishtars livvagt, Darres, får nok at se til med den impulsive prinsesse, og vampyrkillingen Duzell håber på, at han kan få hans nye ven til at finde den person i hendes egen familie, der er den store kong Phelios' reinkarnation.